# Teresa (telenovela, 2010)
Pour les articles homonymes, voir Teresa.
Teresa, est une telenovela mexicaine diffusée en 2010-2011 par Televisa. Elle a été diffusée dans les départements d'outre-mer en 2011 sur le réseau Outre-Mer 1re puis par la suite sur IDF1 et Novelas TV.

## Synopsis
Teresa Chavez est une jeune femme dominée par son avidité. Ses parents ont fait de grands sacrifices pour lui donner une bonne éducation, une vie décente, mais Teresa ne se soucie que de devenir riche.
Teresa est une jeune femme belle et intelligente, elle cherche désespérément à quitter la misère du quartier où elle vit. En dépit d'être belle et d'avoir le soutien et l'amour de ses parents, elle vit une vie misérable et pleine de ressentiment, car la pauvreté a causé la mort de sa sœur. Rosa meurt d'une maladie cardiaque, Teresa jure qu'elle ne sera plus jamais pauvre. Elle fait des plans pour échapper à la pauvreté qui l'entoure, en utilisant sa beauté comme un moyen d'accéder au grand monde. Elle est amoureuse de Mariano, un homme qui vit dans son quartier et étudie pour devenir un médecin afin de répondre aux attentes de Teresa et de combler tous ses rêves. Mais Teresa est impatiente.
Pendant ses études dans une école très sélective, Teresa rencontre Paulo, un jeune homme riche et très populaire parmi tous les élèves. Teresa, voyant en lui un moyen rapide de devenir très riche, rompt avec Mariano et utilise sa beauté pour charmer Paulo. Ils sortent ensemble pendant l'école secondaire, mais, après avoir découvert que Teresa est pauvre, il rompt avec elle. Genoveva, la mère de Paulo conseille aussi à Paulo de ne jamais revoir Teresa.
Paulo et Aida, autre camarade de classe de Teresa, l'humilient et affichent publiquement sa pauvreté et ses mensonges, de sorte que Teresa décide de se venger et jure de ne jamais être foulée aux pieds à nouveau. "Entre être et ne pas être, je suis" devient la devise de Teresa et la base de la telenovela. Teresa se lie d'amitié pour son professeur, Arturo de la Barrera, un avocat respecté qui offre de lui payer ses études. Teresa décide de séduire Arturo. Cependant, voyant que son amie Aurora et Mariano sont épris l'un de l'autre, elle décide par jalousie de revenir avec ce dernier. Luisa, la sœur d'Arturo, est convaincue que Teresa est juste une fille humble.
Comme Teresa a travaillé pour Arturo en tant qu'assistante, il tombe amoureux d'elle. Luisa a découvert les sentiments d'Arturo et le convainc de confesser ses sentiments à Teresa. Teresa remplie d'espoir rompt avec Mariano et lui annonce qu'elle va épouser Arturo. Cet aveu détruit l'espoir de Mariano, qui trouve du réconfort dans les bras de Aida, dont l'ami Paulo est décédé d'une surdose de drogue. Les voyages de Teresa à Cancun, avec Arturo ouvre les yeux de Mariano, qui voit enfin le vrai visage de Teresa. Teresa se marie finalement avec Arturo. Elle rencontre l'amour de la vie de Luisa, Fernando, un milliardaire. Teresa finit par aimer Arturo.
Le temps passe et Teresa est abattue accidentellement par l'épouse de Carlos Sainz. Elle se remet lentement, et Arturo découvre que Teresa et Mariano ont fait l'amour la veille de leur mariage et qu'elle ne l'a épousé que pour son argent. Arturo subit une crise économique, et doute de l'amour de Teresa. Pour tester son amour, il l'emmène vivre dans le quartier d'où elle vient. Fatigué de la crise économique, Teresa cherche à améliorer leur statut et position sociale en séduisant le milliardaire, Fernando, qui non seulement est l'ami de son mari, mais qui est engagé avec Luisa. Mariano demande à Luisa de se méfier de Teresa car elle va tout faire pour conquérir le cœur de Fernando. Fernando rompt avec Luisa, qui surmonte lentement sa douleur et accepte la décision de Fernando, sans aucun ressentiment. Oriana, la mère de Fernando le met en garde contre Teresa. Lucie, la meilleure amie de Luisa, aime Arturo mais il reste malgré tout amoureux de Teresa en dépit de ses trahisons et de sa cupidité. Teresa séduit avec succès Fernando, et le convainc de lui céder plus de la moitié de sa fortune. Lors d'une interview pour leur mariage, Teresa renie sa famille, affirmant qu'elle vient du même milieu que Fernando, que ses parents sont morts et que Juana est sa bonne, ceci en présence de sa mère, Refugio et de Juana, sa marraine qui se sentent trahies. Au cours de la fête d'anniversaire de Juana, Teresa "s'excuse" pour son attitude passée estimant que c'était nécessaire pour l'interview. Tous ses amis et la famille la rejettent à son tour. Teresa se rend compte que malgré les 300 millions qu'elle a obtenu de la vente des biens de Fernando, elle se retrouve seule, elle tente de reconquérir Arturo car elle sent qu'il est son véritable amour. Lorsque Arturo est blessé dans un accident de voiture, Teresa le recherche et le fait transporter à un hôpital voisin. Il se remet lentement et la rejette car il n'a plus confiance en elle. Teresa, pour montrer qu'elle a changé fait don de sa fortune à la fondation de Fernando Paloma, pour les enfants après avoir tenté de remettre a Fernando tout ce dont elle l'avait spolié. Teresa reconnait ses erreurs, et prie sa mère Refugio et sa marraine Juana de lui accorder leur pardon mais elles estiment qu'il est encore trop tôt. Rentrée chez elle, elle va dans sa chambre et sanglote sur son bonheur perdu en tenant l'ours qui lui avait été donné comme cadeau. Arturo apparaît alors, et il la relève, la prend dans ses bras, ils s'embrassent. Elle a appris ce qu'est réellement l'amour et le pardon car Arturo malgré toutes ses fautes accepte de lui donner une deuxième chance.
La Telenovela possède également deux fins alternatives:
Fin Alternative 1: Teresa brisée, décide de refaire sa vie loin d'Arturo. 6 mois plus tard, elle travaille en tant qu'assistante dans une entreprise. Quand elle découvre son nouvel employeur, qui lui demande d'aller la voir dans son bureau, Teresa est prise d’intérêt et déboutonne sa chemise et prend un air séduisant avant de s'y rendre, prête à le manipuler comme elle a manipulé Arturo.
Fin Alternative 2: Beaucoup plus sombre, que les autres fins, Fernando confronte Teresa en larmes dans sa chambre, l'accuse d'avoir ruiné sa vie et lui tire une balle. Teresa meurt assassinée, seule et dans la tristesse, en serrant la peluche qu'Arturo lui a offerte dans ses bras.

## Distribution
- Angelique Boyer : Teresa Chávez
- Aarón Díaz : Mariano Sánchez
- Sebastian Rulli : Profesor Arturo De La Barrera
- Ana Brenda Contreras: Aurora Alcazar Coronel, fille de Hector et Vanessa, amoureuse de Mariano, mariée à Mariano
- Cynthia Klithbo : Juana, marraine de Teresa, ex-fiancé de Hector, marié à Cutberto
- Margarita Magaña : Aida Caceres Azuela, fille de Ruben et Mayra, amoureuse de Paulo
- Manuel Landeta : Rubén Cáceres Muro, père d'Aida et de Rodrigo, ex-mari de Mayra, amoureux de Ezperanza, amant de Genoveva †
- Fabiola Campomanes : Esperanza Medina, sœur de Johnny, mariée à Hernan, mère de Rodrigo
- Silvia Mariscal : Refugio Aguirre de Chávez, mère de Teresa et Rosa, mariée à Armando
- Fernanda Castillo : Luisa de la Barrera Azuela, sœur d'Arturo, amoureuse de Fernando
- Alejandro Ávila : Cutberto González, marié à Juana
- Luis Fernando Peña : Johnny Medina, frère d'Ezperanza, marié à Paty
- Felicia Mercado : Genoveva de Alba, mère de Paulo, maitresse de Ruben
- Óscar Bonfiglio : Héctor Alcázar, père d'Aurora, amoureux de Juana, ex-mari de Vanessa
- Juan Carlos Colombo : Armando, père de Teresa et Rosa, marié à Refugio, meurt d'une crise cardiaque †
- Daniel Arenas : Fernando Moreno Guijarro, ami d'Arturo, fils d'Oriana
- Dobrina Liubomirova : Mayra de Cáceres, mère d'Aida, ex-femme de Ruben
- Toño Mauri : Hernan Ledesma, marié à Ezperanza
- Gloria Aura : Patricia 'Paty' Nájera Valverde, mariée à Johnny
- Juan Sahagun : Ramón, père de Mariano
- Hugo Aceves : Rodolfo Méndez 'Fito', trafiquant de drogue, tué par Génovéva †
- Raquel Olmedo : Oriana Guijarro Moreno, mère de Fernando
- Patricio Borghetti : Martin Robles Ayala, ex-fiancé d'Aurora, meilleur ami de Paloma
- Alejandro Nones : Paulo, fils de Genoveva, ex-fiancé de Teresa, fiancé à Aida, meurt d'une overdose de drogue †
- Guillermo Zarur : Don Porfirio Valverde, grand-père de Paty
- Joana Brito : Ignacia 'Nachita' de Medina, mère d'Esperenza et de Johnny
- Isabella Camil : Paloma Dueñas, ex-fiancé d'Arturo, meurt dans un accident de voiture †
- Elena Torres : Magda Villagrán, amoureuse de Mariano, petite-amie de Dario
- Jessica Segura : Rosa 'Rosita' Chávez Aguirre, sœur de Teresa, fille d'Armando et de Refugio, meurt à l'hôpital †
- Toño Infante : Fausto, oncle de Cutberto
- Rodrigo René : Pablo 'Pablito' Medina
- Mar Contreras : Lucía Álvarez Granados, amoureuse d'Arturo, meilleure amie de Luisa
- Alejandra Adame : Florencia Vélez Dueñas, cousine de Paloma
- Juan Diego Covarrubias : Julio
- Eduardo Carabujal : Dario, ami de Mariano, petit-ami de Magda
- Tere Salinas : Eva
- Sofía Castro : Sofía
- Wiebaldo Lopez : Pedro, père de Johnny, Esperanza, Hugo et de Pablo, marié à Nachita
- Montserrat de León : Griselda, travail chez Don Porfirio
- María Dolores Oliva : Gema
- Eugenia Cauduro : Vanessa, ex-femme d'Hector, mère d'Aurora
- Roberto Romano : Raul
- Mario Arellano : Hugo
- Heidi Balvanera : Sasha
- Benjamin Islas : Inspecteur de police
- Felipe Nájera : Hugo, amant de Vanessa
- Jorge Pondal
- Daniela Torres : Vera
- Ivonne Herrera

## Diffusion internationale
- Canal de las Estrellas (2010-2011)
- Canal de las Estrellas (Amérique latine) (2010-2011)
- Canal de las Estrellas (Europe) (2010-2011)
- La Red (2010-2011, 2013-2014)
- (Côte D'Ivoire) RTI 2  (2013_2014)
- IDF1 (2015)
- (Brésil) Sistema Brasileiro de Televisão (2015)

## Autres versions

### Télévision
- Teresa (1959), original de Mimí Bechelani, dirigée par Rafael Banquells pour Telesistema Mexicano ; avec Maricruz Olivier et Luis Beristain.
- Teresa (1965), produit par TV Tupi ; avec Geórgia Gomide et Walmor Chagas.
- El cuarto mandamiento (1967), produit par Valentín Pimstein pour Telesistema Mexicano ; avec Pituka de Foronda et Guillermo Zetina.
- Teresa (1989), adaptation de Silvia Castellijos, dirigée par Gabriel Vázquez Bulman, produit par Lucy Orozco pour Televisa ; avec Salma Hayek et Rafael Rojas.

### Cinéma
- Teresa (1961), adapté l'histoire de Mimí Bechelani du scénariste Edmundo Báez en tenant la bande à l'écran avec Maricruz Olivier comme Teresa nouveau, Le film a été dirigé par Alfredo B. Crevenna et séparée de la distribution originale de l'opéra de savon Alicia Montoya, Beatriz Aguirre, Luis Beristain et José Luis Jiménez.